# 东风7C型柴油机车
东风7C型柴油机车（DF7C）是中国铁路使用的电力传动柴油机车车型之一。该型机车是在东风7型、东风7B型柴油机车的基础上，为了改善与东风4B型柴油机车的零部件通用性，由北京二七机车厂于1990年开始研制、1991年研制成功、1992年投入批量生产的调车机车，适用于大型编组站及大型工矿企业的编组及调车作业以及小运转作业。东风7C型机车的主要特点是采用12V240/275系列柴油机，取代了东风7型、东风7B型机车所使用的12V240/260系列柴油机。大部分的东风7C型机车都装用一台12V240ZJ6型或12V240ZJ6D型柴油机，装车运用功率为2,000马力（1,470千瓦），牵引传动系统采用TQFR-3000型同步发电机、GTF-4800/770型硅整流机组、ZQDR-410A型直流牵引电动机。
在生产过程中，北京二七机车厂又根据用户发现的问题和提出的要求，对东风7C型机车进行了持续的改进，于1998年推出装用12V240ZJ6F型柴油机的东风7C1型机车，装车功率提高到2,500马力（1,840千瓦）；于1999年推出配备电阻制动装置的东风7C2型机车；于2001年为哈尔滨铁路局研制了东风7C型宽轨口岸调车机车，装用一台3,000马力（2,200千瓦）的12V240ZJ6E型柴油机；于2002年推出采用铁道部规范化司机室的东风7C3型机车。自2003年起，北京二七机车厂为提高了生产效率和产品品质，向市场推出了采用模块化设计的东风7C型模块化机车，以满足用户对机车的各种配置要求。截至2018年底，北京二七机车厂已生产了超过800台各种型号的东风7C型机车，成为东风7系列调车机车产品之中销量最好的车型，其踪影遍布中国各个铁路局，并被许多地方工矿企业所采用。

## 发展历史

### 开发背景
1980年代初，因应大中型编组站由于货物列车重量增加而急需大功率调车机车的情况，北京二七机车厂根据中华人民共和国铁道部的指示，于1982年研制出柴油机装车功率为2,000马力的东风7型柴油机车，并于1986年投入批量生产。1991年，北京二七机车厂在东风7型机车的基础上，又研制出提高柴油机装车功率提高至2,500马力、增设电阻制动装置的东风7B型柴油机车。由于这两种车型与北京型柴油机车均采用了二七机车厂的240/260系列柴油机（气缸直径240毫米、活塞行程260毫米），为了便于机务部门对机车和柴油机的检修，东风7型、东风7B型机车都被集中配属在同样运用北京型机车的北京铁路局和郑州铁路局。
240/260系列柴油机作为北京二七机车厂的传统产品，与大连机车车辆厂研制的240/275系列柴油机（气缸直径240毫米、活塞行程275毫米）相比，两者虽然缸径相同，但由于中国机车车辆工业发展的历史原因，它们之间的零部件通用互换性较差。经过多年来的技术攻关和改良，240/275系列柴油机在性能表现、可靠性和发展前景方面，已较240/260系列柴油机具有明显优势；两者在同样转速下，240/275系列柴油机的机械负荷和热负荷相对较低，有利于进一步提高柴油机的功率等级和可靠程度。除此之外，240/275系列柴油机已经随东风4型、东风4B型机车的大量生产，而迅速普及到中国国内大多数铁路局和机务段，成为中国铁路史上应用最广泛的机车用柴油机。

### 研制过程

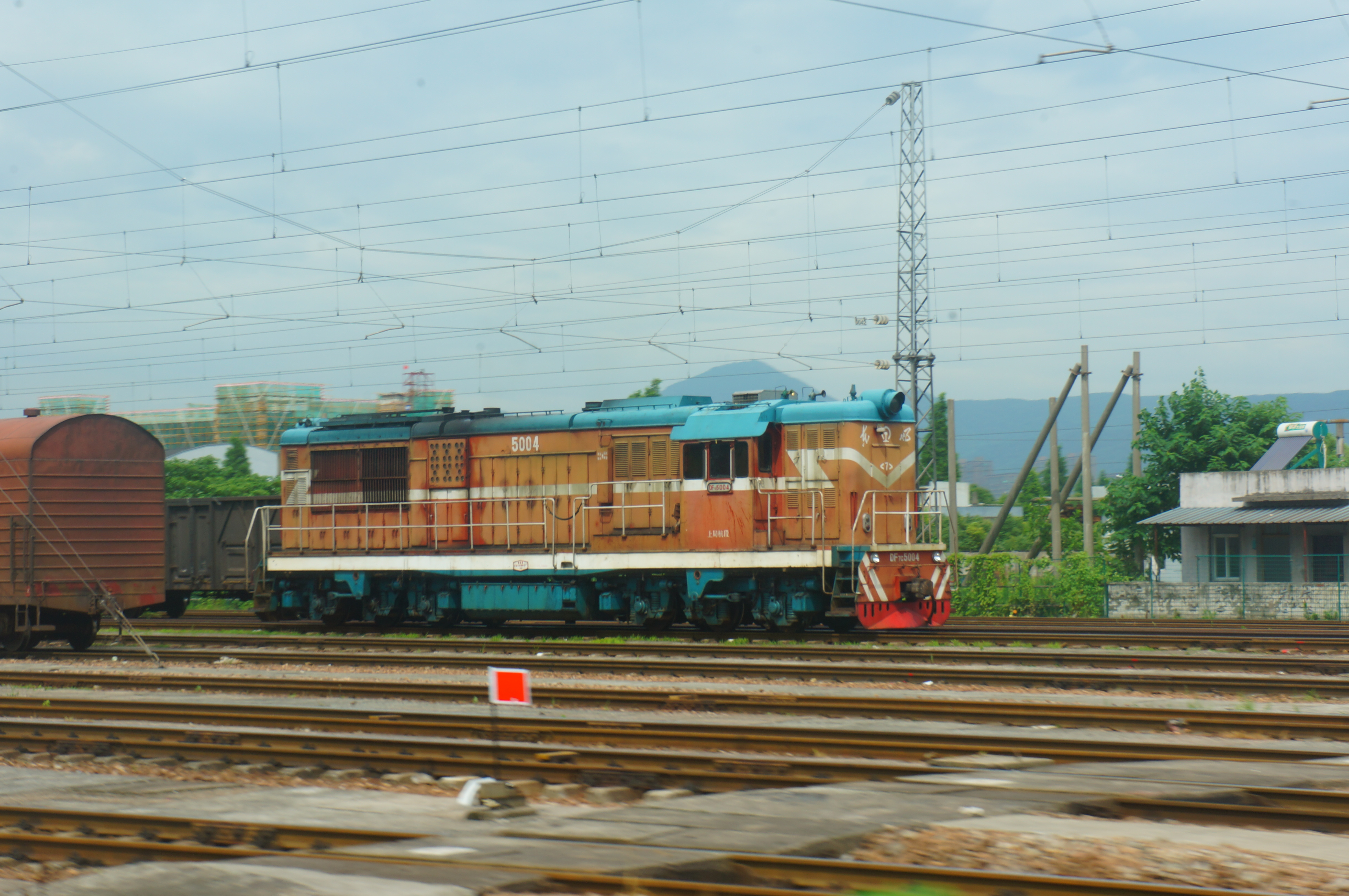
1992年出厂的东风7C型5004号机车，现配属上海局集团杭州机务段

1990年，为了使东风7型机车跻身除北京、郑州铁路局之外的其它铁路局，并实现干线机车和调车机车零配件简统化，铁道部计划司要求北京二七机车厂准备试制两台装用240/275系列柴油机的东风7型机车。1991年2月20日，铁道部机务局、科技司、计划司向中车公司、北京二七机车厂、大连机车车辆厂签发通知，确定该机车将采用由大连机车车辆厂生产的12V240ZJE型柴油机，装车运用功率为2,000马力（1,470千瓦），除柴油机外的机车主要技术要求和性能参数均按照原东风7型机车设计任务书执行，设计上亦要考虑今后提升柴油机装车功率和加装二级电阻制动装置的可行性，并完善增压器配套以改善机车部分负荷特性，同时研究提高转向架与东风4型机车通用互换性的问题，新型机车被命名为东风7C型机车。及后，大连机车车辆厂与北京二七机车厂签订了《关于东风7型机车装两台大连工厂生产的12V240/275柴油机的协议》，协定由大连机车车辆厂于1991年10月提供两台12V240ZJE型柴油机供北京二七机车厂使用。
1991年10月，两台柴油机按预定日期运抵北京二七机车厂。1991年11月15日，经过八个月时间的设计和试制，北京二七机车厂为东风7C型5001号机车举行了落成仪式；同月下旬，东风7C型5002号机车亦落成出厂。1991年12月，这两台原型车配属上海铁路局南翔机务段，在南翔编组站投入运用。1991年至1992年，北京二七机车厂另外从大连机车车辆厂购入五台12V240ZJE型柴油机，安装在小批试生产的在东风7C型5003号～5007号机车上，均配属南翔机务段运用。与此同时，北京二七机车厂亦着手准备自行生产及改进240/275系列柴油机，并按铁道部要求开展对12V240ZJE型柴油机由定压增压改为脉冲增压的研究。1992年，北京二七机车厂以12V240ZJE型柴油机为基础，研制出采用脉冲增压、功率相同的12V240ZJ6型柴油机，并从1993年生产的东风7C型5008号机车开始使用。至1993年底，北京二七机车厂已交付20台东风7C型机车，主要配属上海铁路局南翔机务段、济南铁路局济南西机务段及徐州机务段。

### 持续改进

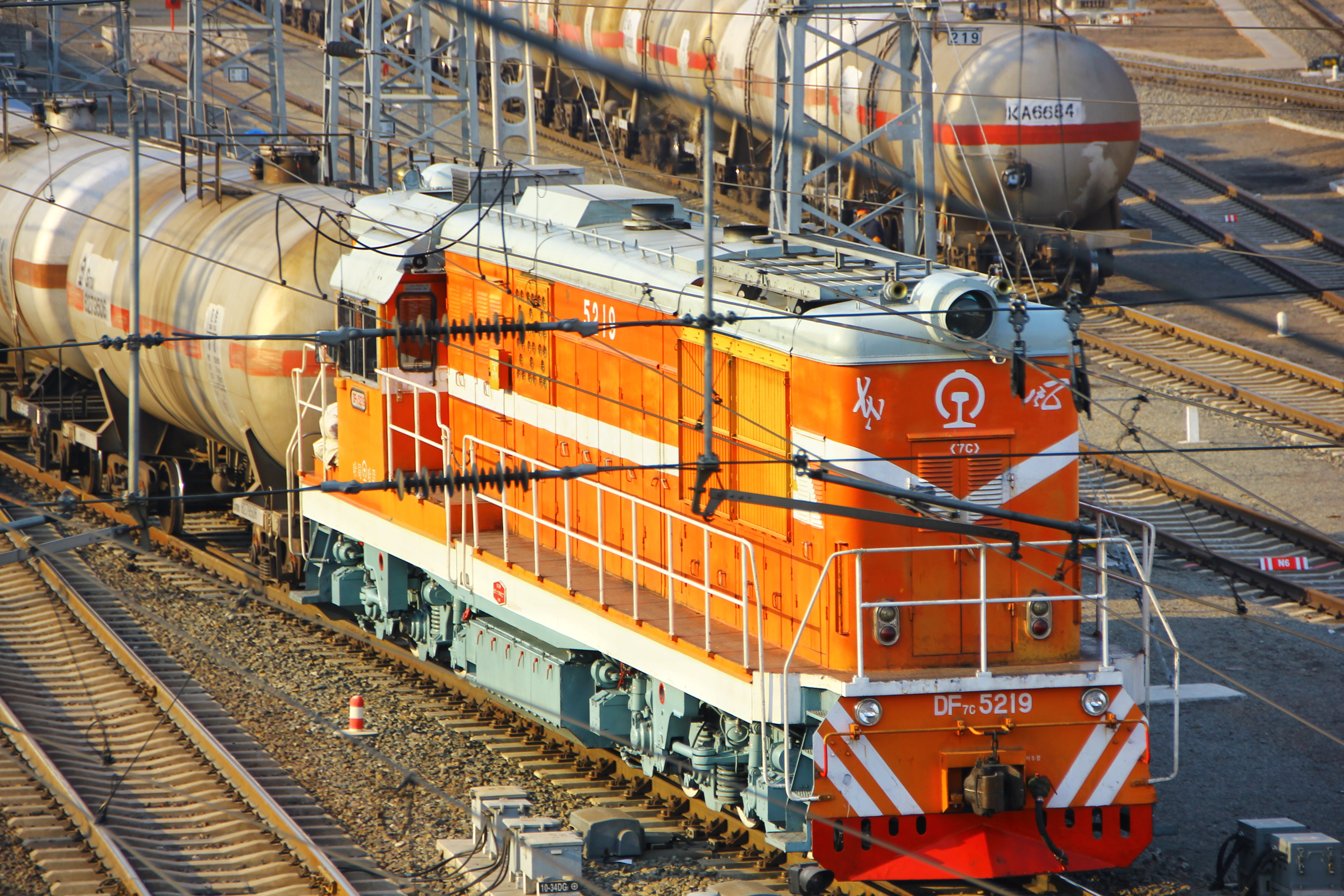
哈尔滨铁路局哈尔滨机务段的东风7C型5219号机车，在中国东北运用的东风7C型机车均采取了防寒保暖措施

北京二七机车厂在机车生产过程中，不断地对东风7C型机车根据运用时发现的问题作出改良。1993年，从5017号机车起在空气系统中加装空气干燥器以净化空气系统风源。1994年，从5021号机车起加装轮轨润滑装置，以减少轮缘磨耗；从5023号机车起取消了基础制动装置中的横拉杆，避免机车在通过机械化驼峰编组场时，因制动装置超出限界而导致吊杆、横拉杆碰撞轨道上的车辆缓行器；在5021号机车上试用XFD-1型踏面制动单元、弹簧停车制动器、粉末冶金闸瓦。1998年，从5143号机车开始改为装用12V240ZJ6D型柴油机，柴油机装车功率维持不变，主要变化为变更了增压器和中冷器的型号，增压器布置形式由中置式改为端置式，解决了柴油机排气系统出现故障时检修不便等问题；同时，对机车管路系统、进排气系统、动力室车体结构、司机室采暖系统和装修重新设计。另外，亦对配属中国东北和其他高寒地区的机车采取了加强防寒措施。 

#### 东风7C1型
1998年，因应部分客户需要功率更大的重型调车机车，北京二七机车厂推出了采用12V240ZJ6F型柴油机的东风7C型机车，通称东风7C1型机车（DF7C1）。该型柴油机在12V240ZJ6D型柴油机的基础上强化而成，配备了效率更高的增压器和中冷器，使柴油机装车功率提高到2,500马力（1,840千瓦）。同时，机车整备重量也由135吨略增为138吨。该机车除增压器换型及运用特性调整外，机车各部分结构均与之前批量生产的东风7C型机车相同。

#### 东风7C2型
1999年，北京二七机车厂应铜川矿务局提出的要求，在东风7C1型机车的基础上，研制了加装电阻制动装置的东风7C型机车，通称东风7C2型机车（DF7C2）。该型机车同样采用12V240ZJ6F型柴油机，装车功率为2,500马力（1,840千瓦），并在动力室电机间内加装了单体式电阻制动装置，最大制动功率为3,120马力（2,300千瓦）。北京二七机车厂生产了至少8台东风7C2型机车（5217~5218、5439~5440、5504~5507），主要用户为陕煤集团铜川矿业公司、新兴铸管股份有限公司。

#### 宽轨口岸型

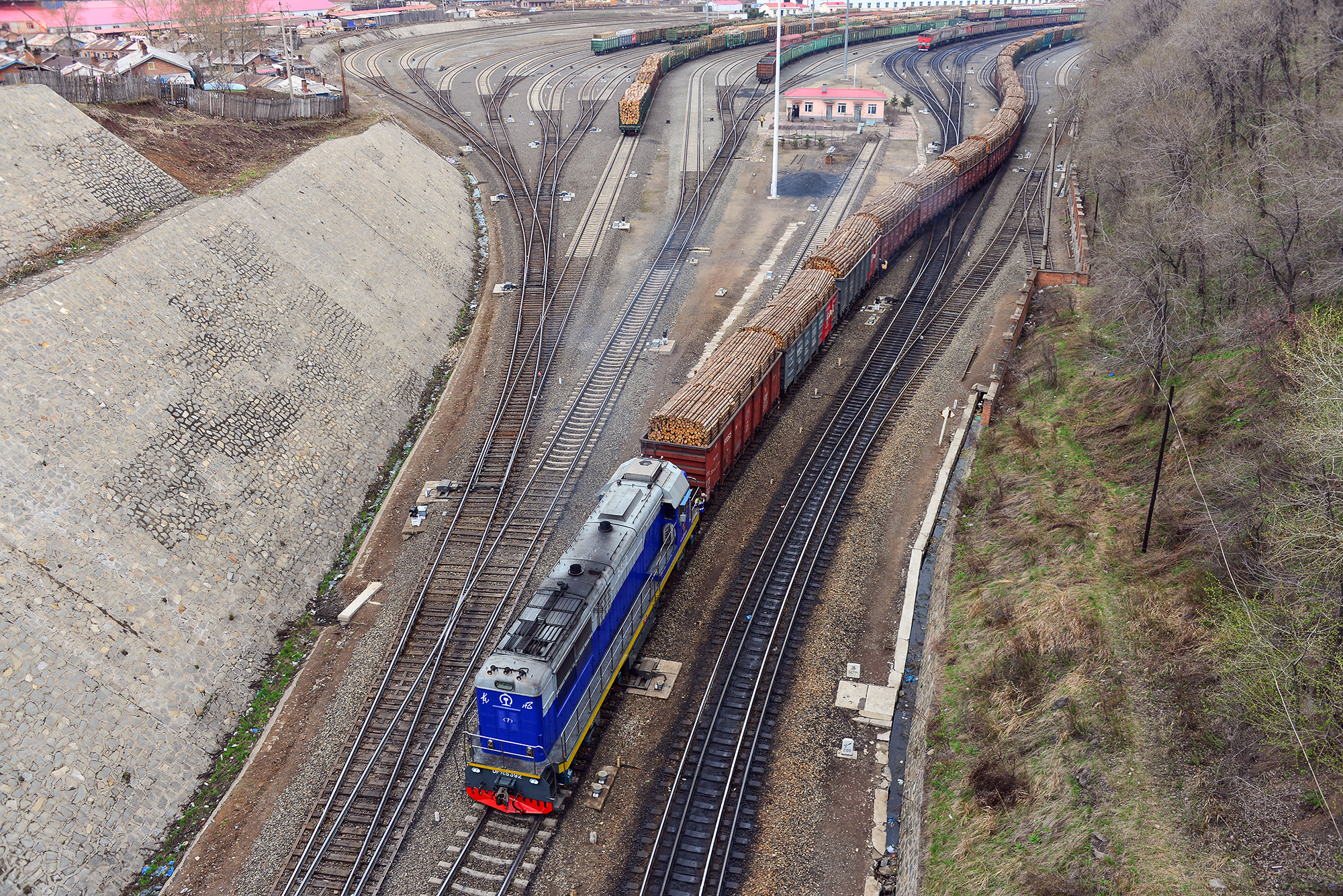
绥芬河机务段的东风7C型5392号宽轨口岸机车在绥芬河站进行调车作业

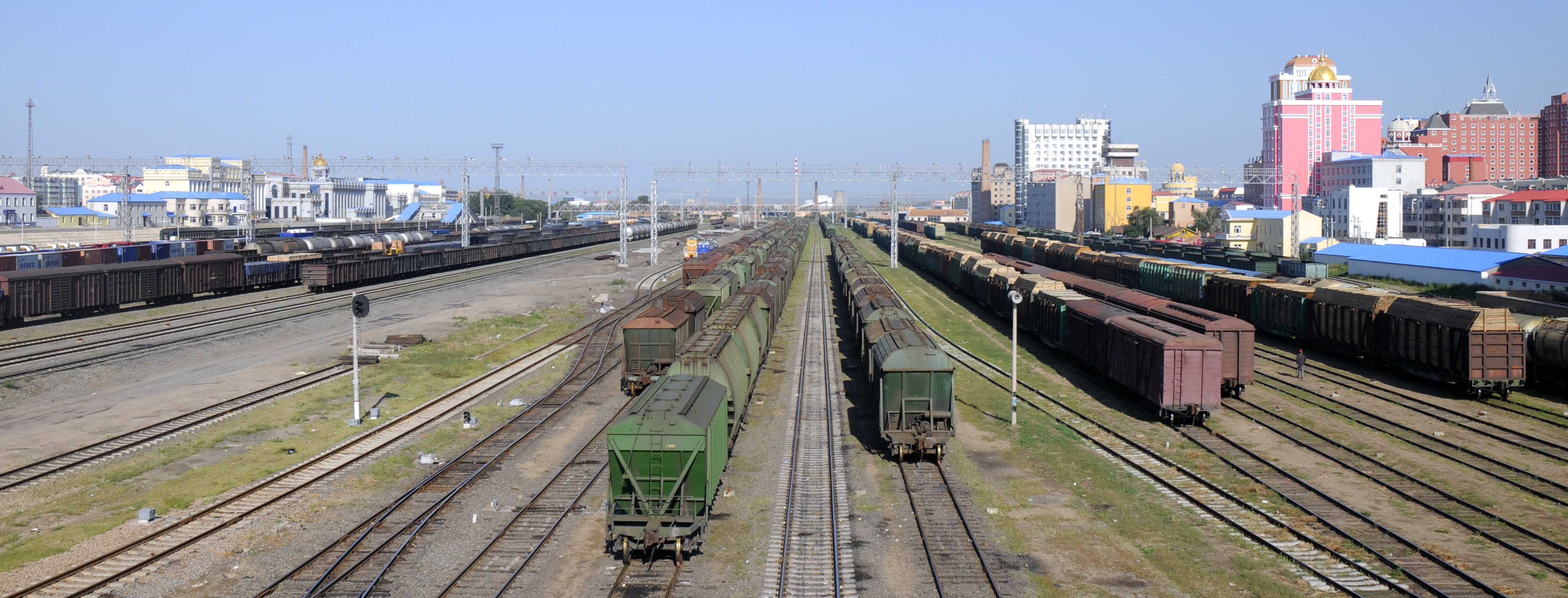
2012年的满洲里站宽轨场，图中可见一台东风7C型宽轨口岸机车和一台东风7C型防寒宽轨机车

2001年，针对中俄贸易量和过境货流大幅增加的情况，北京二七机车厂为哈尔滨铁路局研制了东风7C型宽轨口岸调车机车，专门用于中国与俄罗斯边境口岸的调车作业。口岸型机车采用了轨距为1,520毫米的宽轨转向架，并采用SA-3车钩以便牵引俄罗斯铁路的过境车辆。机车车体采用了全新的外形设计，主要特点为降低了Ⅱ端方向电气室的车体高度，司机室后墙上方增加两个采光玻璃窗，改善司机室的采光和瞭望视野，车身涂装亦由以往的橘黄色变为蓝色配黄色腰带，并应用了侧墙组焊技术和不锈钢扶手杆。司机室两侧悬挂有中华人民共和国国徽，作为参与国际联运的标志。动力装置采用12V240ZJ6E型柴油机，装车功率提高至3,000马力（2,200千瓦）。此外，为适应中国东北地区冬季严寒的使用环境，口岸型机车还采取了特殊的防寒保温措施。
2001年10月16日，首台东风7C型宽轨口岸机车在北京二七机车厂落成。2001年至2003年间，北京二七机车厂生产了共8台宽轨口岸型机车，满洲里机务段配属四台（5382、5383、5384、5444），绥芬河机务段配属四台（5392、5393、5446、5447）。此外，满洲里机务段亦有配属两台采用宽轨转向架的DF7C型机车（5390~5391），但该机车并非东风7C型宽轨口岸机车，而是一台加强防寒的东风7C型机车，车身上没有悬挂中华人民共和国国徽，主要用于满洲里站宽轨场的调车作业。东风7C型宽轨口岸机车在满洲里口岸投入服务后，原先使用的北京型口岸机车亦随之退居二线并逐渐淘汰。2003年，原满洲里机务段、海拉尔机务段并入昂昂溪机务段，原配属满洲里机务段的口岸机车改属昂昂溪机务段满洲里运用车间（昂昂溪机务段于2005年更名为齐齐哈尔机务段）。2005年，铁道部实施了铁路局直接管理站段的运输管理体制改革后，原牡丹江机务段、林口机务段、一面坡机务段、绥芬河机务段、鸡西机务段合并为新的牡丹江机务段，原配属绥芬河机务段的口岸机车改属牡丹江机务段绥芬河运用车间。

#### 东风7C3型

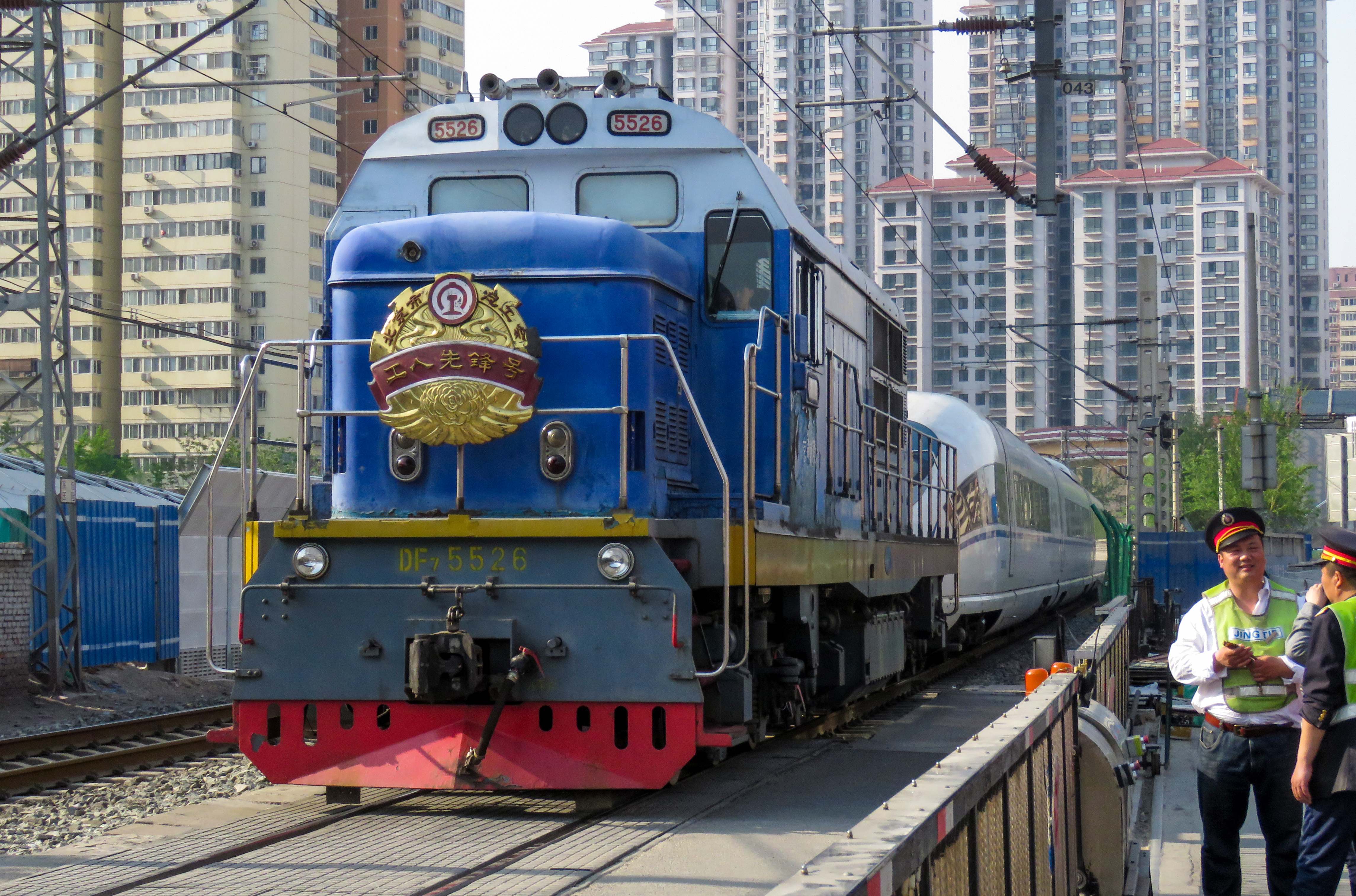
采用标准化司机室的东风7C3型5526号机车，配属北京局集团北京机务段

2002年，根据铁道部提出“提高机车制造基本质量，促进新造机车管路、电气线路的设计、制造水平”的指示，北京二七机车厂按照铁道部运输局装备部的要求，完成了调车机车规范化司机室模型制作。2002年7月18日，采用标准化司机室的东风7C型样办车参加了铁道部在二七机车厂举办的规范化司机室展示会。2002年7月起，新造竣工的铁道部招标机车全部采用了标准化司机室。配备标准化司机室的东风7C型机车，通称东风7C3型机车（DF7C3）。车体外形与之前生产的宽轨口岸型机车相同，司机室符合铁道部规范化的设计要求，操纵台布置采用人机工程学设计，两侧设可滑动的铝合金侧窗，并设有暖风机、顶置式空调等设备；Ⅱ端方向电气室的车体高度较矮，司机室后墙上方设有两个采光玻璃窗。
在2002年下半年制造的东风7C3型5526号机车上，二七机车厂对其电气线路走线作了大幅度修改，重新设计了模块化电器室，并采用车体预埋走线管、导线压接技术、新型接线端子、车架边梁布线等新方案，解决了原东风7C型机车布线混乱和不合理的问题。2003年1月10日至18日，东风7C3型5526号机车参加了铁道部在二七机车厂举行的新造机车质量展示会。此后，新造的东风7C3型机车全部按照改进后的电气线路方案进行生产。

#### 模块化机车

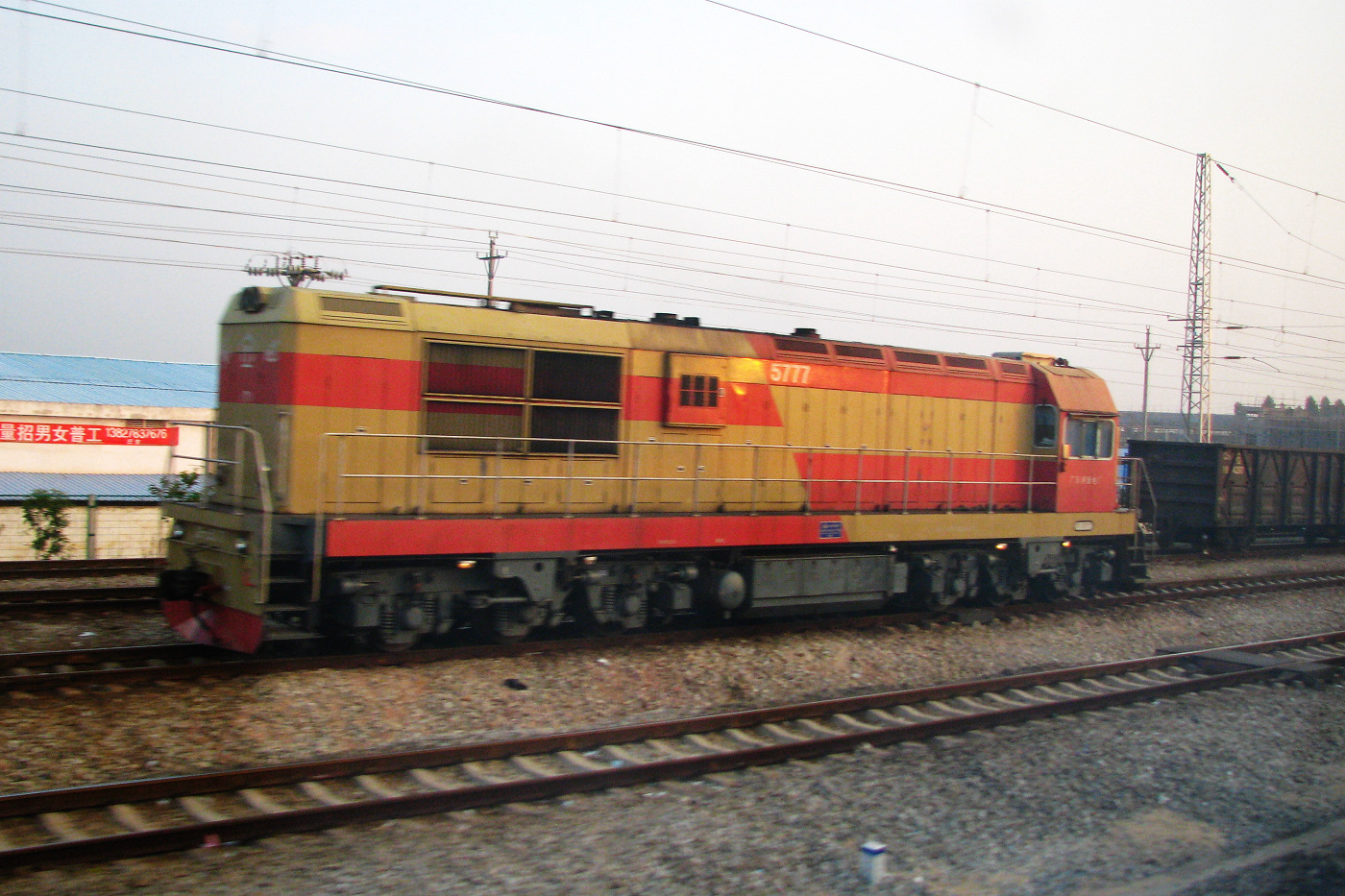
广州局集团公司龙川机务段的东风7C型5777号模块化机车

北京二七机车厂多年来先后生产了多种规格的东风7系列调车机车产品，但机车各种部件设计未形成标准化，因此为了满足不同用户的选择和要求。每次均要设计新的车架、车体、管路、电气线路系统等，工作量相当于重新设计新的车型，造成生产成本增加、配件通用性差、交货周期长等问题，也不利于运用部门的培训和维护工作。因此，根据铁道部关于调车机车实现“系列化、标准化、模块化、信息化”的要求，北京二七机车厂从2002年开始对东风7系列机车进行模块化设计。东风7系列模块化调车机车共有两种基本形式，分别为东风7C型模块化机车和东风7G型模块化机车，其中前者主要供路外厂矿企业用户使用，而后者主要供中国国家铁路路内招标使用。东风7C型模块化机车自2003年下半年起投入生产。
模块化机车是以东风7C3型5526号机车为蓝本进行设计，除采用标准化司机室、规范化机车管线外，将机车车架、车体各室、转向架等设计划分成为具有各种不同的使用功能、接口界面、技术条件的七大模块化部件，将以往机车的散件组装改成在总装车间进行模块拼装。模块化机车可以在基本配置的基础上，根据客户的特定要求而选择不同的模块和机组，组合成为各种规格的调车机车产品，因此模块化机车拥有较大的设计弹性，各款机组和主要部件均达至通用化，从而形成批量生产的规模效益。东风7C模块化机车的基本配置采用2,000马力（1,470千瓦）的12V240ZJ6D型柴油机，传动系统使用TQFR-3000型同步发电机和ZQDR-410A（ZD102）型牵引电动机，辅助传动系统使用传统的机械传动方式，控制系统使用微机控制装置。客户亦可以按需要选择较高级的配置，例如选用2,500马力（1,840千瓦）的12V240ZJ6F型柴油机，传动系统使用JF208A型无刷励磁同步主发电机和ZD109系列牵引电动机，辅助传动系统使用由交流电动机驱动的交流辅助传动，并可选择加装电阻制动装置、低恒速控制装置。此外，模块化机车车体亦采用了由北京二七机车厂和北京交通大学设计的新外形，车身线条比起东风7C3型机车更为硬朗，并对车体顶盖、侧墙、扶手杆进行简化造型设计。

### 运用情况

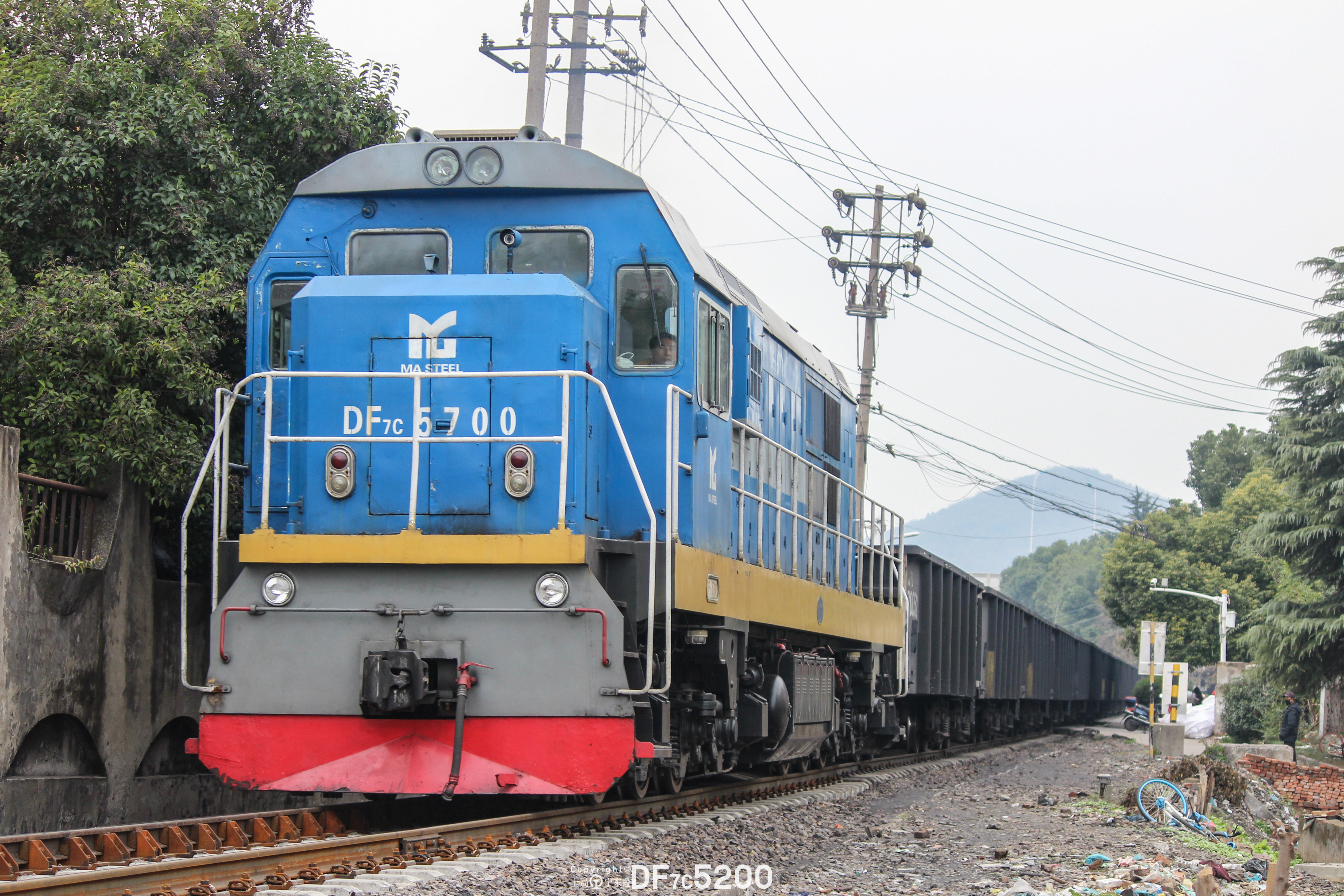
马鞍山钢铁购买的东风7C型5700号模块化机车

至2018年3月中车北京二七机车有限公司全面停产为止，北京二七机车共生产了859台各种型号的东风7C型柴油机车。中车北京二七机车关停以后，东风7C型机车成为中车资阳机车公司的产品。中车资阳机车于2021年初新造一台非模块化的东风7C型6001号机车，所属客户未明。
国家铁路方面，东风7C型柴油机车投入运用初期，主要配属到上海铁路局和济南铁路局。到了2000年代初，东风7C型机车的使用范围已陆续扩展到南昌铁路局、郑州铁路局、成都铁路局、广州铁路集团、武汉铁路局、北京铁路局、西安铁路局、兰州铁路局、乌鲁木齐铁路局、沈阳铁路局、哈尔滨铁路局，活跃于各地的车站站场调车和干线小运转作业。
路外用户方面，东风7C型机车由于性价比高而广泛受到地方厂矿企业的青睐，客户包括陕煤集团铜川矿业（5194、5217~5218、5696）、中铝贵州铝厂（5216、5389、5500）、江苏徐塘发电（5386）、连云港港口集团（5387~5388、5501~5503）、新兴铸管（5439~5440、5504~5505、5731）、徐州矿务集团（5563、5663、5697）、中铁二十局第四工程公司（5566~5567）、马鞍山钢铁（5656、5688~5689、5698~5700、5726~5727、5737~5738）、陕西榆横铁路（5689~5690、5807~5808、7001）、山西焦化（5705）、开滦集团（5706）、大唐华银金竹山电厂（5715）、山西铝业（5718~5719）、大唐运城发电（5729）、茌平信发华宇氧化铝（5733）、宁波舟山港（5736、5811、5836）、通辽发电总厂（5739）、山西阳光焦化集团（5740）、金川集团（5741~5744、5759~5761、5805~5806）、山西新元煤炭（5745）、国家电投集团南阳热电（5746）、山西常平钢铁（5747）、包头铝业（5748、5778）、大唐保定热电厂（5749）、山西三维集团（5750）、霍煤集团（5751）、天津渤天化工（5753）、湖南五矿铜业（5758）、南方水泥（5763）、江西万年青水泥（5764、5767）、陕西焦化（5765、5781、5799）、辽宁清河发电厂（5771）、重庆松藻煤电（5776）、邢台钢铁（5779）、重庆南桐矿业（5780）、无锡蓝星石化（5782）、霍煤鸿骏铝电（5783、5800）、新汶矿业（5786、5801）、武钢集团（5788）、中国石油长庆石化（5802）、湖南华菱涟源钢铁（5822~5825）、陕钢集团汉中钢铁（5826~5828）、陕煤集团彬长矿业（5833~5835、5838）、安康铁路石油化工（车号不明）、华能陕西秦岭发电（车号不明）、陕西东大石油运销（车号不明）、西安中核蓝天铀业（车号不明）、陕钢集团韩城钢铁（车号不明）。
拥有东风7F型0001号机车的铜川矿务局，于2011年借该机车返回工厂大修的机会，要求将东风7F型机车更换成东风7C型模块化机车。因此，北京二七轨道交通装备公司为其新造了一台采用模块化设计、配备电阻制动装置的东风7C型7001号机车，交付陕煤集团铜川矿业公司铁运分公司使用，而东风7F型0001号机车则被转租给中铝贵州铝厂，编号变更为东风7F型7001号。2014年，陕煤集团响应中国政府推动钢铁煤炭行业“去产能”，先后关停了铜川矿业东区的王石凹、鸭口、徐家沟、东坡、金华山5对矿井，致使承担铜川矿业煤炭外运任务的铁运分公司面临运力过剩的局面。2015年，东风7C型7001号机车连同铁运分公司的另外七台东风7B型、东风7C型机车，转为投入陕西省铁路投资集团榆横铁路（铜川矿业铁运分公司托管运营）运用。

### 衍生车型

#### 东风7E型
1996年，根据《铁路科技发展“九五”计划和2010年长期规划纲要》提出要求，北京二七机车厂与铁道部签署了科技发展计划项目合同，开发研制25吨轴重的重型调车柴油机车，以满足5,000吨重载货物列车的调车作业需要。1999年，北京二七机车厂试制出第一台东风7E型柴油机车。该型机车是以东风7C型柴油机车为设计原型，采用了适应25吨轴重的三轴转向架，动力装置为一台12V240ZJ6B型柴油机，装车功率为2,500马力（1,840千瓦）。传动系统使用TQFR-3000型同步发电机和ZQDR-410A型牵引电动机。东风7E型机车与以前生产的东风7系列机车相比，最大区别在于该型机车采用了交流辅助传动系统，辅助传动装置全部由交流电动机驱动。基础制动装置沿用了曾经在东风7C型5021号机车上试用的XFD-1型踏面制动单元、弹簧停车制动器、粉末冶金闸瓦。

#### 东风7F型
2000年，为满足大型工矿企业铁路专用线和地方铁路与国铁重载运输接轨的需要，北京二七机车厂开发研制了东风7F型柴油机车。该型机车是以东风7C型柴油机车为基础的大功率重型调车机车，亦是东风7系列当中唯一一款采用16缸柴油机的车型。动力装置为一台EQ16V240ZJ型柴油机，装车功率为3,600马力（2,650千瓦）。传动系统使用TQFR-3000型同步发电机和ZQDR-410A型牵引电动机，并采用了微机控制系统和辅助交流传动系统。同年，北京二七机车厂生产了两台东风7F型机车，分别交付铜川矿务局和北京燕山石化公司使用。

#### 东风7J型
自1990年代起，交流传动技术已经成为了国际上电力传动柴油机车发展的必然趋势。2000年3月，北京二七机车厂和株洲电力机车研究所、永济电机厂、戚墅堰机车车辆工艺研究所、北方交通大学等合作，开始研制2,200千瓦交流传动调车柴油机车。2002年10月，首台采用交—直—交流电传动的东风7J型柴油机车在北京二七机车厂落成。该型机车以东风7C型和东风7E型柴油机车为设计原型，采用12V240ZJ6E型柴油机作为动力装置，装车功率为3,000马力（2,200千瓦）。整套交流传动系统由株洲电力机车研究所负责设计，采用JF208S型同步发电机、IGBT-VVVF牵引逆变器、JD119型异步牵引电动机，并应用了微机控制系统、LonWorks通信控制网络、交流辅助传动系统等新技术。在开发过程中形成的司机室技术规范和车体造型设计，后来成为铁道部调车机车标准化司机室的原型，其外观造型亦被同时期生产的东风7C型宽轨口岸机车和东风7C3型机车使用。

## 技术特点

### 总体布置

#### 基本结构
东风7C型柴油机车是调车及小运转用的六轴柴油机车，构造速度为100公里/小时，运转整备重量为135吨（东风7C）或138吨（东风7C1／2／3／模块化），轴重为22.5吨（东风7C）或23吨（东风7C1／2／3／模块化）。机车采用外走廊式及中梁承载的罩式车体结构，车体所有载荷均由车体底架承担，车体底架长度为17,800毫米（非模块化机车）或18,980毫米（模块化机车），车钩中心线间距为18,800毫米（非模块化机车）或19,980毫米（模块化机车），车体宽度为3,344毫米（非模块化机车）或3,310毫米（模块化机车），车体高度为4,750毫米（非模块化机车）或4,765毫米（模块化机车）。车身两侧和两端设有露天走台与扶梯，车体两侧设有供乘务人员检修设备的拉门。车体底架两端装有13号上作用车钩、牵引缓冲装置和排障器。车体底架下部两台转向架之间吊挂着一个容量为5,400升（非模块化机车）或6,000升（模块化机车）的燃油箱，燃油箱两侧设有铅酸蓄电池组。

#### 设备布置

##### 非模块化机车

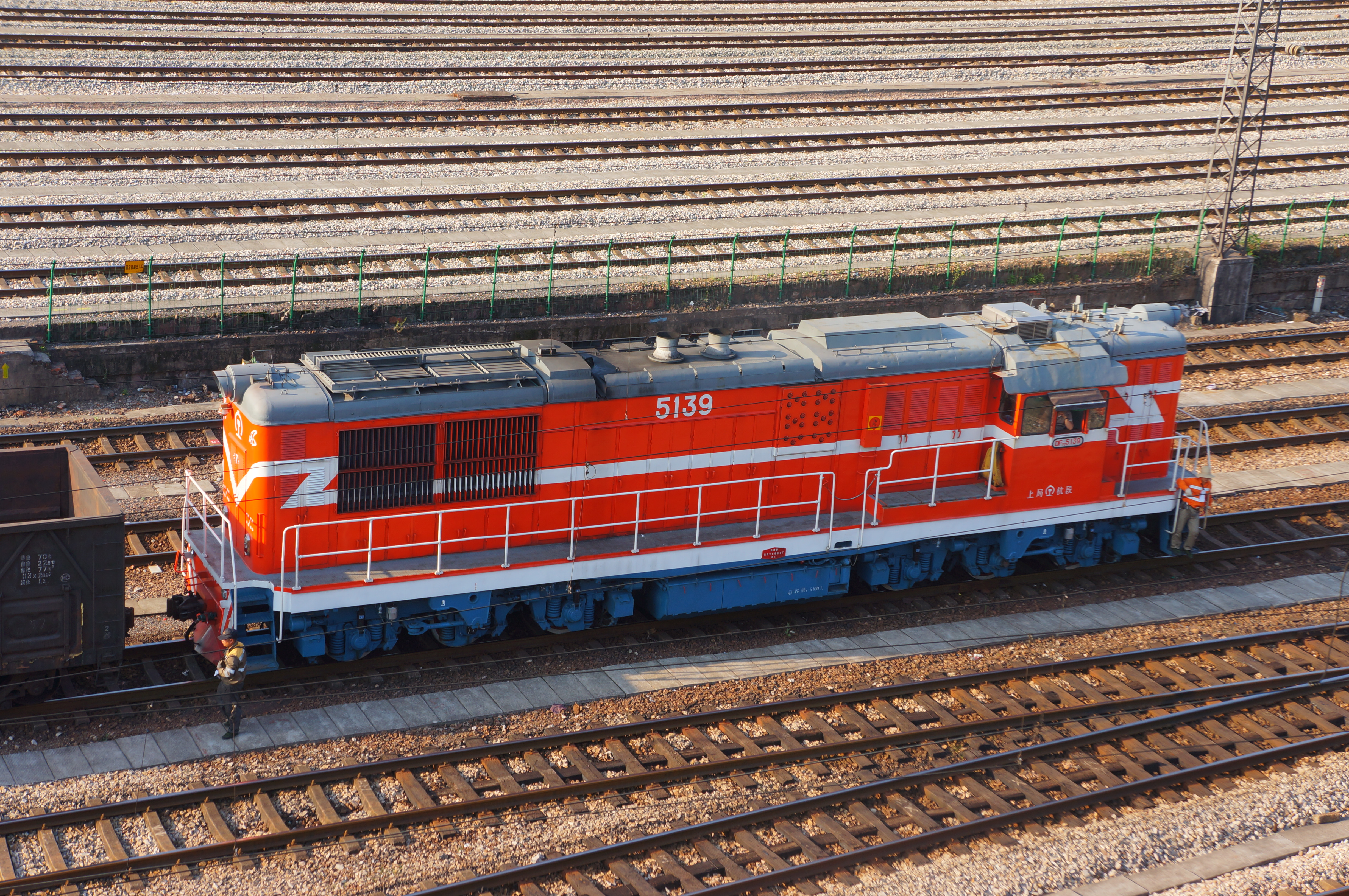
非模块化的东风7C型5139号机车

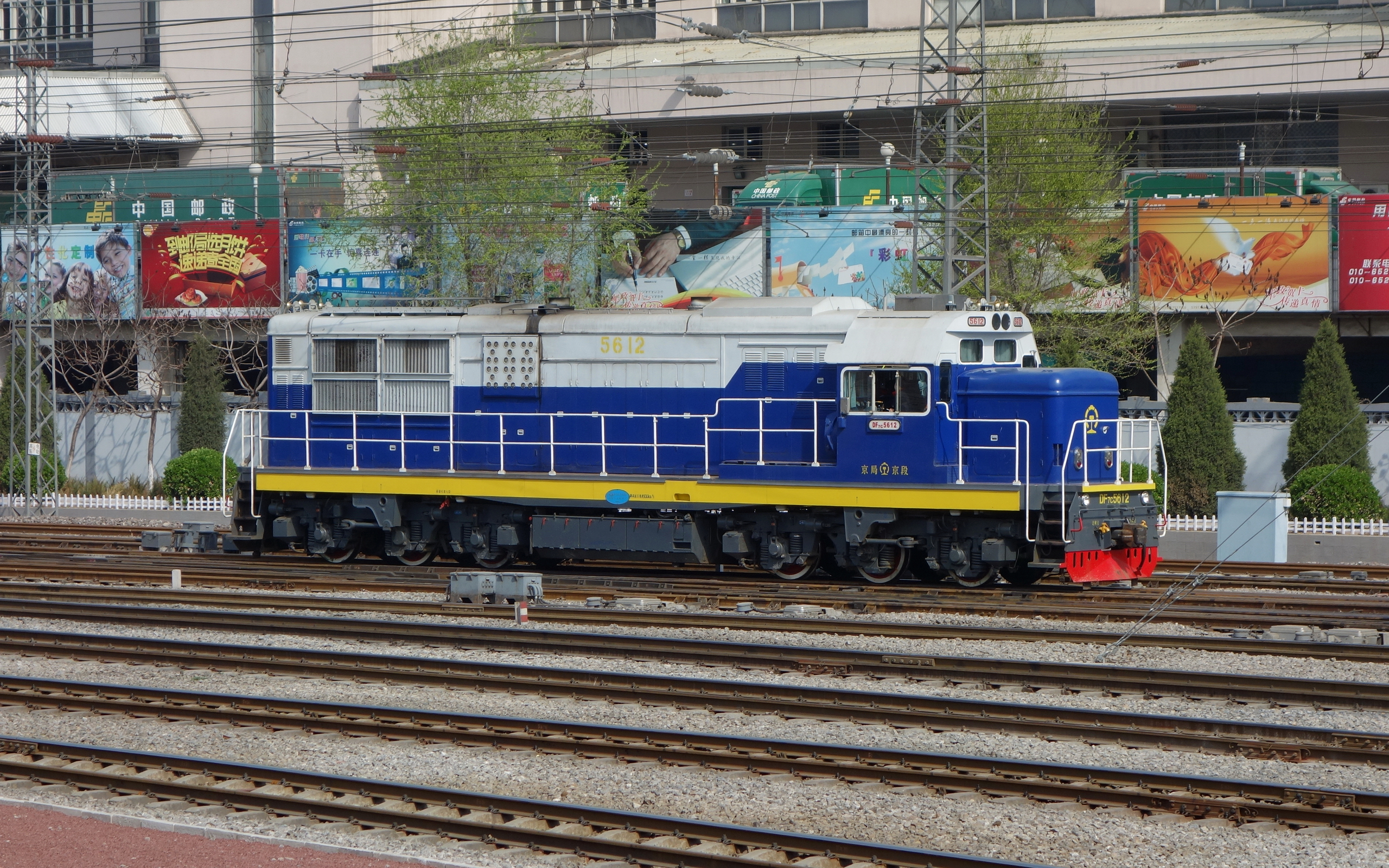
非模块化的东风7C3型5612号机车

非模块化机车从前到后分别为辅助室、冷却室、动力室、司机室和电气室，其中电气室方向为短罩端（II端），辅助室方向为长罩端（I端）。辅助室内设有两台空气压缩机、一台风源净化装置。冷却室内设有冷却水系统和散热装置，冷却室顶部装有两个由液力耦合器驱动的轴流式冷却风扇，冷却风扇直径为1,500毫米，冷却室两侧共设有40个铜管带式散热器单节，冷却室下部设有辅助变速箱、机油热交换器和前转向架牵引电动机通风机。机车设有两套独立的循环冷却水系统，分别为冷却柴油机的高温冷却水系统（14个散热器单节），以及冷却增压空气、机油、静液压传动油的低温冷却水系统（26个散热器单节）。
动力室由一道隔墙分成柴油机间和电机间。柴油机间内安装了一套柴油发电机组，并设有空气滤清器、燃油滤清器、燃油输送泵、机油滤清器、预热锅炉、膨胀水箱等辅助设备。靠近司机室的电机间设有两个总风缸、硅整流柜、励磁整流柜、起动变速箱等设备。起动变速箱通过弹性联轴节和万向轴与主发电机输出端连接，并通过该变速箱驱动励磁机、起动发电机、后转向架牵引电动机通风机。柴油机自由端通过传动轴驱动辅助变速箱。
司机室内设有包含主控制器、操纵按钮、空气制动阀、仪表和信号显示装置等设备的司机操纵台，另外还设有手制动机、暖风机、空调等装置。东风7C型机车和东风7B型机车一样，都设有两个功能相同的司机操纵台，在司机室内沿前进（面向长罩端方向的左侧）、后退（面向短罩端方向的左侧）方向对角布置，以便司机选择任意一个方向操纵机车。电气室内设有高低压控制电器柜，其中包含换向开关、电子恒功率励磁装置、无级调速驱动器、电压调整器和各种用途的接触器开关。空气制动装置采用JZ-7型空气制动机，并配备两台NPT5型电动空气压缩机。

##### 模块化机车
模块化机车从前到后依次为辅助室、冷却室、动力室、电气室、司机室、制动室，其中制动室方向为短罩端（II端），辅助室方向为长罩端（I端）。机车车架、车体各室等设计均被设计成具有各种不同的使用功能、接口界面、技术条件的模块化部件，可以根据客户特定的条件选用不同的模块，但各种模块的接口界面和钢结构完全相同，各室与车架通过连接座与螺栓连接。车内通风系统的进风口改为设置在电气室、动力室电机间、辅助室顶盖两侧，因此除冷却室和动力室柴油机间外其余各室车体侧墙均无通风口，既改善了空气过滤效果，又使车体外观更为平整，这亦是模块化机车外观上最显著的特点之一。
辅助室内设有两台空气压缩机、空气冷却器、油水分离器等，辅助室顶盖装有双联式前照灯。冷却室的设备布置与非模块化机车大致相同，除了散热器单节和冷却风扇之外，还设有辅助变速箱、机油热交换器、膨胀水箱和前转向架牵引电动机通风机。动力室仍然分隔为柴油机间和电机间，柴油机间内有柴油发电机组、预热锅炉、燃油滤清器、燃油输送泵等辅助设备。电机间设有起动变速箱、起动发电机、励磁机、整流柜、后转向架牵引电动机通风机、空调逆变器等，原本在非模块化机车上设置于电机间内的两个总风缸，则被移至车底的燃油箱前后两端。模块化机车对电气室进行重新布置，将高压和低压控制电器柜分开、将交流和直流电路分开，电缆走线亦经过重新设计。
司机室方面，东风7C型模块化机车和东风7C3型非模块化机车一样，采用符合铁道部技术规范的标准化司机室，司机操纵台的各项设备均按照标准化规定布置，司机室顶盖上部装有双联式前照灯。短罩端车体高度略矮，使司机室后墙上方可以增加有两个采光玻璃窗，改善了司机室的照明和瞭望视野。制动室设有空气制动系统的各种阀类和行车安全设备等。模块化机车亦可根据用户需要加装电阻制动装置或低恒速装置等设备。

### 柴油机

#### 12V240ZJE
东风7C型5001号～5007号机车装用一台由大连机车车辆工厂制造的12V240ZJE型柴油机，为240/275系列柴油机产品之一。该型柴油机是在东风10型柴油机车所使用之12V240ZJC型柴油机的基础上发展而来，并应用了在16V240ZJE型柴油机开发研制过程中获得的部分技术成果。12V240ZJE型柴油机是一款12气缸、四冲程、V型结构、直接喷射、废气涡轮增压、增压空气中间冷却的中速柴油机。气缸内径为240毫米，活塞行程为275毫米，气缸夹角为50°，额定转速为每分钟1,000转，最低空载转速为每分钟430转，UIC标定功率为2,200马力（1,620千瓦），装车功率为2,000马力（1,470千瓦），额定满功率运转时的燃油消耗量为155克/有效马力·小时（211克/有效千瓦·小时）。涡轮增压系统采用定压增压，配备两台ZN261-12B型增压器，分别安装在柴油机两端。
柴油机采用由步进电机驱动的无级调速联合调节器。空气过滤装置采用多旋流管式惯性滤清器和铝板过滤网组成二级空气滤清系统。柴油机由ZQF-80型起动发电机起动，其电源由96伏特直流蓄电池供给。柴油机完成起动后，起动发电机由直流串励电动机变为直流他励发电机，并通过电压调整器输出110伏直流电，作为辅助发电机使用，用来给蓄电池充电并和向辅助电路及控制电路供电。 

#### 12V240ZJ6
从1993年制造的东风7C型5008号机车开始，装用一台由北京二七机车厂制造的12V240ZJ6型柴油机，该机型是在12V240ZJE型柴油机的基础上对增压系统重新设计，其它部分的零部件均与12V240ZJE型和16V240ZJB型柴油机通用。12V240ZJ6型柴油机是一款12气缸、四冲程、V型结构、直接喷射、废气涡轮增压、增压空气中间冷却的中速柴油机。气缸内径为240毫米，活塞行程为275毫米，气缸夹角为50°，额定转速为每分钟1,000转，最低空载转速为每分钟430转，平均有效压力为1.34兆帕，UIC标定功率为2,200马力（1,620千瓦），装车功率为2,000马力（1,470千瓦），额定满功率运转时的燃油消耗量为154克/有效马力·小时（210克/有效千瓦·小时）。
柴油机采用钢制铸焊结构机体、组合式钢顶铝裙活塞、合金钢全纤维锻压曲轴、合金锻钢G型并列连杆。增压系统采用单级废气涡轮脉冲式增压，两台ZN261-13D型径流式增压器布置在空气稳压箱的中间位置，在其两端各有一台KLQ49-2型中冷器。排气管路亦是按照脉冲增压模式设计，以三个气缸连接一根排气管，六个气缸连接一个增压器，从而在排气管内形成240°均匀连续脉冲波，以最有效地利用脉冲能量。

#### 12V240ZJ6D
从1998年新造的东风7C型5143号机车开始，装用一台由北京二七机车厂制造的12V240ZJ6D型柴油机。该机型改为使用ZN261-13D-1型径流式增压器和KLQ45型中冷器，并将增压器布置形式由中置式改为端置式，增压器和中冷器均设置在空气稳压箱的两端，以便于排气系统出现故障时进行维修。与之前的12V240ZJ6型柴油机相比，两者除由于增压器位置不同引起进排气系统及机油、冷却水、燃油系统的个别管路稍有差别外，性能和其他部分结构均保持完全一致。

#### 12V240ZJ6B

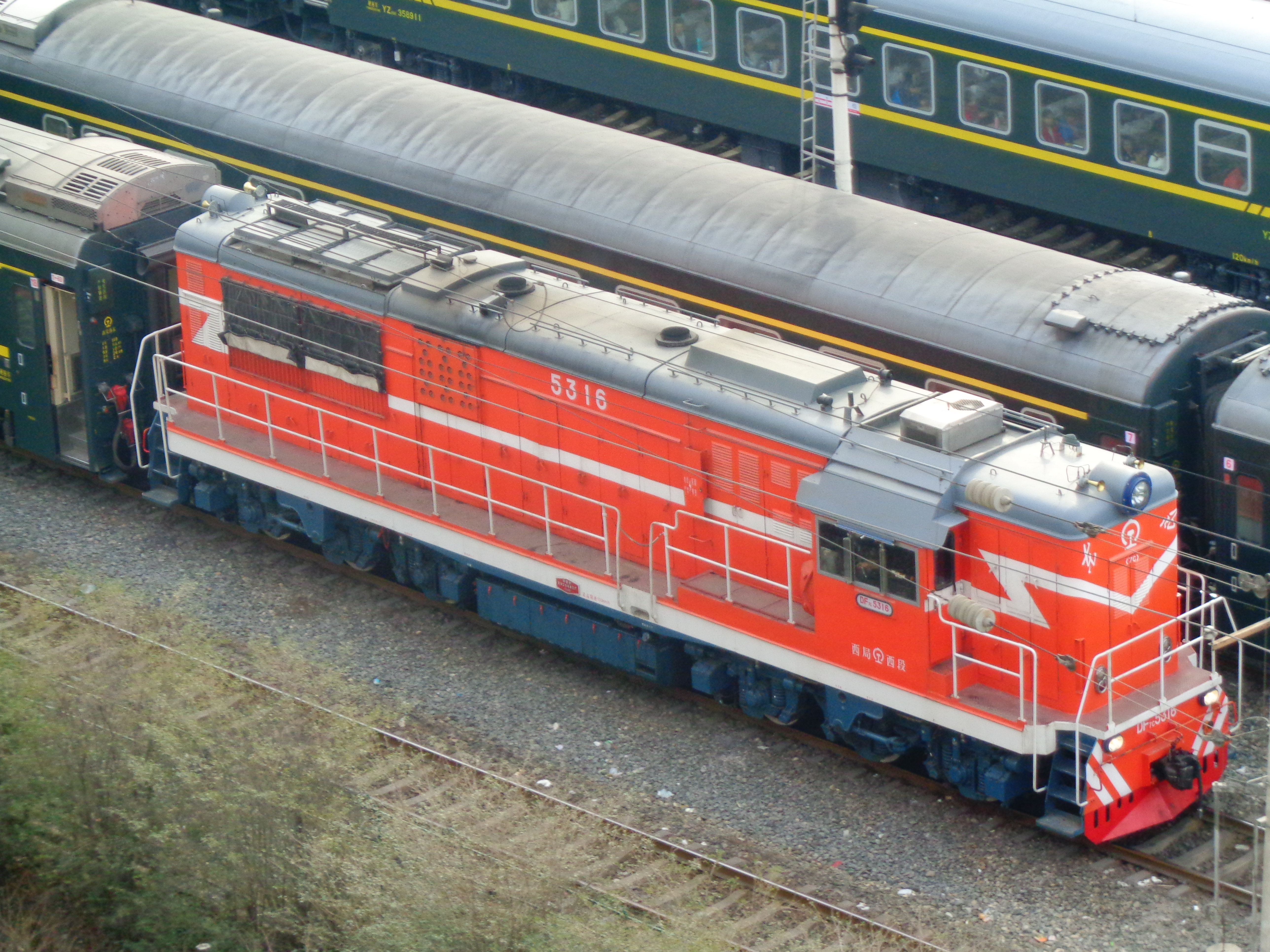
装用12V240ZJ6B型柴油机的东风7C型5316号机车

在2000年制造的东风7C型5314号～5317号机车上，装用一台由北京二七机车厂制造的12V240ZJ6B型柴油机。该机型是在12V240ZJ6D型柴油机的基础上改为使用铸造机体，配备两台ZN261P-13E-1型增压器和KLQ45型中冷器，标定功率为2,700马力（2,000千瓦），装车功率为2,500马力（1,840千瓦），标定功率时的平均有效压力提高到1.6兆帕。该型柴油机亦被应用于1999年面世的东风7E型柴油机车。

#### 12V240ZJ6F
由于一些用户要求提升机车功率等级，自1998年起推出的东风7C1型、东风7C2型机车和部分在2004年以后出厂的东风7C型模块化机车，选用了功率更大的12V240ZJ6F型柴油机。该机型在12V240ZJ6D型柴油机的基础上强化而成，配备ZN261-13D-2型增压器（部分机车使用ZN285-LSB型增压器）和KLQ45型中冷器。标定功率为2,700马力（2,000千瓦），装车功率为2,500马力（1,840千瓦），标定功率时的平均有效压力提高到1.61兆帕。该型柴油机亦被应用于2004年面世的东风7G型柴油机车。

#### 12V240ZJ6E
从2001年起开始生产的宽轨口岸型机车，装用一台由北京二七机车厂制造的12V240ZJ6E型柴油机。该机型在12V240ZJ6D型柴油机的基础上开发的大功率柴油机，吸收了北京二七机车厂和奥地利李斯特内燃机及测试设备公司（AVL）的技术合作成果，应用了经重新设计的凸轮轴、气缸盖、气缸套、喷油泵、喷油器等零部件，配备天津机车车辆机械厂生产的ZN250-2型增压器，以及基伊埃（芜湖）川崎机械制冷设备公司生产的KLQ45WH型中冷器。标定功率为3,200马力（2,400千瓦），装车功率为3,000马力（2,200千瓦），平均有效压力提高至1.93兆帕，标定功率时的燃油消耗量为155克/有效马力·小时（211克/有效千瓦·小时）。

#### 12V240ZJ6L
在2003年制造的东风7C型5667号机车上，试用一台由北京二七机车厂制造的12V240ZJ6L型柴油机。该机型的特点是采用了电子控制燃油喷射系统，柴油机转速通过电喷系统的PID控制器来调节，有效解决机械调速器常见的柴油机低速时转速不稳的问题，降低了最低空载稳定转速和空载油耗率，同时还能够改善柴油机的排放特性。柴油机的标定功率为3,200马力（2,400千瓦），装车功率为3,000马力（2,200千瓦） ，额定转速为每分钟1,000转，最低空载转速降为每分钟400转。

### 传动系统
东风7C型机车采用交—直流电传动装置，柴油机曲轴通过联轴节驱动一台交流同步发电机发出三相交流电，经由硅二极管组成的三相桥式整流装置整流为直流电后，再将电能输送给两台转向架上的六台直流牵引电动机，通过传动齿轮驱动轮对。东风7C型机车（非模块化）的主发电机、硅整流机组、起动发电机和励磁机型号均与东风4B型柴油机车相同。

#### 牵引发电机
牵引发电机采用TQFR-3000型三相交流同步发电机，额定容量为2,985千伏安，额定电压为438／613伏特，额定电流为3,936／2,805安培，额定转速为每分钟1,100转，定子及转子绝缘等级均为F级，冷却方式为径向自通风式，主发电机净重为4,985公斤。牵引发电机的励磁电流由一台专门的励磁机供给（下述），励磁机由柴油机通过起动变速箱驱动，其发出的交流电经励磁整流器转换为直流电后，给发电机的转子励磁绕组励磁。

#### 整流装置
牵引发电机发出的三相交流电由硅整流装置转换成直流电，整流装置是由硅二极管元件组成的三相桥式全波整流电路。东风7C型机车（非模块化）采用与东风4B型柴油机车相同的GTF-4800/770型硅整流装置，由六个串联的整流桥臂组成，每一桥臂有六个并联的ZP500-20型风冷平板式整流二极管，每台整流柜共有36个二极管元件，硅整流装置的最大直流输出电压为770伏特，额定直流输出电流为2,800安培。
模块化机车改为采用与东风7G型机车相同的DF-J81A型整流柜，主整流柜采用两组三相全波整流桥并联的结构，每组整流桥内设有六个ZPA2500-28型整流元件，每组整流桥向一个转向架的三台牵引电机供电。整流装置的最大直流输出电压为770伏特，额定直流输出电流为2×2,550安培。

#### 牵引电动机

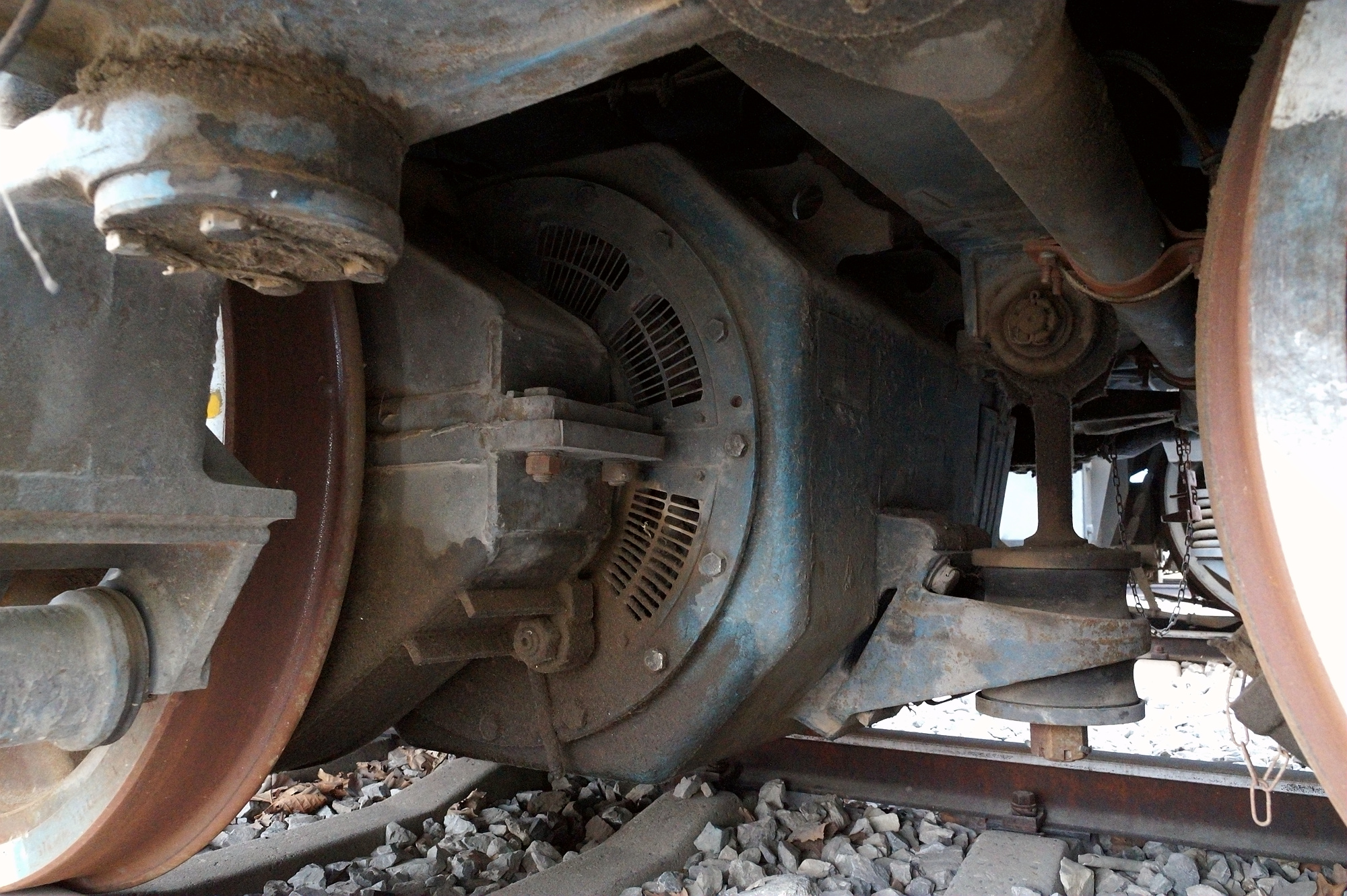
ZQDR-410A型牵引电动机

牵引电动机采用ZQDR-410A型四极串励直流电动机，电机结构实际上与东风7型机车所使用的ZQDR-410型牵引电动机完全一样，但由于与电动机相连的齿轮罩设计有所变化，因此其型号亦相应改变。牵引电动机的额定功率为410千瓦，额定电压为550伏特，额定电流为800安培，额定转速为每分钟640转，最高转速为每分钟2,365转，定子及电枢绝缘等级分别均为H级，冷却方式为强迫通风。牵引电动机采用全并联连接。为了扩大机车的恒功率速度范围，东风7C型机车在牵引电动机回路设有二级磁场削弱，磁场削弱系数分别为60%、43%。

#### 电阻制动装置
在1999年起出厂的东风7C2型机车上设有电阻制动装置。在电阻制动工况时，牵引电动机变为他励直流发电机工作，六个激磁绕组全部串联并由牵引发电机经硅整流柜供电，牵引电动机发出的电流输入到位于动力室电机间内的制动电阻柜，将电能通过电阻器转化为热能消耗掉，机车轮周制动持续功率可达3,120马力（2,300千瓦）。

### 控制系统

#### 电子恒功率控制系统
东风7C型柴油机车（非模块化）的励磁控制系统采用由二七机车厂工业公司电子机械厂研制的EQDH型电子恒功率调节器，同时还保留了从东风4型柴油机车沿用下来、由联合调节器油马达驱动功调电阻的励磁调节装置。
功调电阻励磁调节装置采用由联合调节器伺服油压马达带动变阻器的方式。牵引发电机的励磁电流是由励磁机发出的交流电经励磁整流柜整流后供给，而励磁机的励磁电流则是由柴油机经启动变速箱驱动的测速发电机供电。测速发电机的励磁电流由110伏辅助电源提供，并经过功率调节电阻和励磁调节器控制。功率调节电阻的滑动触点由联合调节器上的功率伺服油压马达带动，它根据柴油机工作状况（欠载或过载）自动地调节可变电阻器的阻值，从而改变测速发电机的励磁电流，并经测速发电机和励磁机二级放大后，间接地改变了牵引发电机的输出功率。
电子恒功率调节器采用闭环特性控制牵引发电机和柴油机的功率。以柴油机在各手柄挡位下的转速作为牵引发电机的功率给定信号，通过频率—电压变换器（FVC）将来自柴油机转速传感器的脉冲信号转换成模拟信号电压，并采用霍尔传感器作为牵引发电机的电压、电流和功率信号检测器；由比例积分调节器（PI）对给定信号和检测信号进行比较后输出一个调整信号电压，经功率放大器和VMOS场效应管改变励磁机的励磁电流，继而调节牵引发电机的输出功率。
由于功调电阻励磁调节装置的特性，只有柴油机转速每分钟700转以上才能对牵引发电机进行恒功调节，故此机车在柴油机低档位（低转速）时使用电子恒功率调节，当柴油机转速达到每分钟700转以上时才将功调电阻励磁调节接入，借助于联合调节器对功调电阻的调节信号来实现机车辅助功率的转移。两者共同进行牵引工况时的恒功率控制，弥补了联合调节器功调电阻励磁系统反应时间长、动态性能差的缺陷，并可自动控制机车起动电流增长率和恒制动功率。当功调电阻励磁调节装置发生故障时，微机控制的励磁调节器仍然可以独立运作。

#### 微机控制系统
模块化机车配备北京二七机车厂开发的EQT2000型通用车载微机控制系统，硬件方面由DF-J40C型微机控制装置、DF-J67C型彩色液晶显示屏和一系列传感器构成，取代了以往的电子恒功率励磁调节器、继电器逻辑电路和其他电子类控制电器。软件采用实时多任务操作系统，由操作系统内层软件和任务层外层软件构成二层架构；任务层软件采用模块化设计，当客户对机车有不同的功能要求时，只需修改或增减相应的任务模块软件。该系统可以完成机车全部功能的逻辑控制，包括柴油机自动调速和恒功率控制、电阻制动恒流控制、机车低恒速控制、粘着控制、自动辅助功率转移等，并可显示和记录机车运行状态数据。

### 转向架

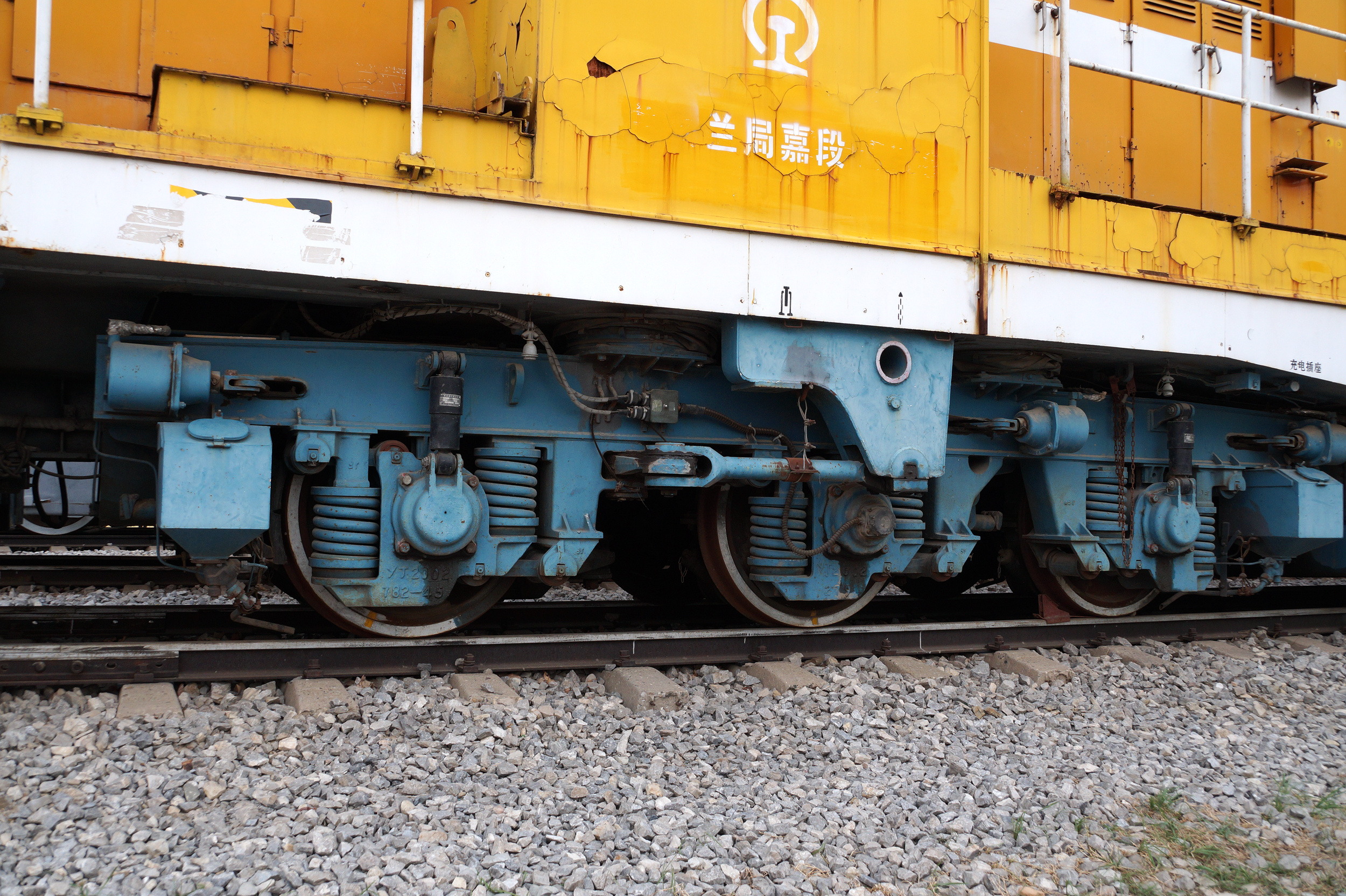
东风7C型机车的三轴转向架

机车轴式为Co-Co，走行部为两台相同的无导框式三轴转向架。转向架的主要结构与东风7型、东风7B型机车基本相同，但基础制动吊杆和齿轮罩略有变化。转向架采用钢板组焊成封闭式箱形结构的“目”字形构架。轮对轴箱内装有四列向心圆柱滚子轴承，轴箱定位装置采用拉杆式弹性定位结构，并沿用了北京型柴油机车的轴箱拉杆，轴箱通过装有橡胶关节元件的上、下轴箱拉杆与构架相连接，实现轴箱相对于构架的横向和纵向定位。转向架采用四点支承的油浴滑动摩擦板式旁承装置，车体全部重量通过八个旁承由两台转向架支承，转向架与车体间还设有缓冲侧挡装置。
弹簧悬挂装置分为一系和二系悬挂两部分。一系悬挂采用独立悬挂形式，包括轴箱与构架之间的轴箱圆弹簧，以及用于衰减吸收来自轨道高频振动的橡胶垫，以及在1、3、4、6轴装有并列的液压减震器；二系悬挂为转向架构架与车体之间的旁承橡胶堆，一系及二系悬挂静挠度为90毫米和15毫米。牵引力和制动力通过低位平行四杆牵引杆机构传递，牵引点至轨面距离725毫米。
牵引电动机采用单侧齿轮传动的轴悬式驱动方式（滑动抱轴承式半悬挂），即牵引电动机的一侧通过抱轴瓦（滑动轴承）刚性地支承在车轴上，另一侧通过弹性元件（橡胶垫）和吊杆悬挂在转向架构架上。全部牵引电动机采用顺置排列方式，即牵引电动机都放在车轴的同一侧，可以有效地减少轴重转移的幅度，牵引齿轮传动比为4.5（63：14）。
基础制动方式为带闸瓦间隙自动调节器的单侧单铸铁闸瓦踏面制动，每个车轮各有一套制动装置，当机车施行制动时制动缸从空气制动机获得压缩空气，并通过杠杆机构使闸瓦抱轮产生制动作用。东风7C型机车早期曾在左右制动吊杆之间设置横拉杆，以防止制动时闸瓦外移，其位置在牵引电动机的机体下方，但机车运用时横拉杆易侵入机车下部限界，在通过编组站机械化驼峰的车辆缓行器时，发生横拉杆被撞弯的情况。因此，从东风7C型5023号机车开始，取消了制动装置的横拉杆以保安全。机车停车制动为手制动装置。从1994年生产的东风7C型5021号机车开始，转向架加装了轮缘润滑装置。

### 技术数据
|                        | 东风7C型                                                          | 东风7C型                                                                  | 东风7C1型                                                         | 东风7C2型                                                         | 宽轨口岸型                                                        | 东风7C3型                                                                | 模块化                                                                   |
| ---------------------- | ----------------------------------------------------------------- | ------------------------------------------------------------------------- | ----------------------------------------------------------------- | ----------------------------------------------------------------- | ----------------------------------------------------------------- | ------------------------------------------------------------------------ | ------------------------------------------------------------------------ |
| 制造工厂               | 北京二七机车厂→北京二七轨道交通装备→中车北京二七机车 中车资阳机车 | 北京二七机车厂→北京二七轨道交通装备→中车北京二七机车 中车资阳机车         | 北京二七机车厂→北京二七轨道交通装备→中车北京二七机车 中车资阳机车 | 北京二七机车厂→北京二七轨道交通装备→中车北京二七机车 中车资阳机车 | 北京二七机车厂→北京二七轨道交通装备→中车北京二七机车 中车资阳机车 | 北京二七机车厂→北京二七轨道交通装备→中车北京二七机车 中车资阳机车        | 北京二七机车厂→北京二七轨道交通装备→中车北京二七机车 中车资阳机车        |
| 数量（台）             | 7                                                                 | 852                                                                       | 852                                                               | 852                                                               | 852                                                               | 852                                                                      | 852                                                                      |
| 机车编号               | 5001～5007                                                        | 5008～5858（二七） 6001（资阳） 7001（二七）                              | 5008～5858（二七） 6001（资阳） 7001（二七）                      | 5008～5858（二七） 6001（资阳） 7001（二七）                      | 5008～5858（二七） 6001（资阳） 7001（二七）                      | 5008～5858（二七） 6001（资阳） 7001（二七）                             | 5008～5858（二七） 6001（资阳） 7001（二七）                             |
| 生产年份               | 1991年—1992年                                                     | 1992年—                                                                   | 1998年—                                                           | 1999年—                                                           | 2001年—2002年                                                     | 2002年—                                                                  | 2004年—                                                                  |
| 轴式                   | Co-Co                                                             | Co-Co                                                                     | Co-Co                                                             | Co-Co                                                             | Co-Co                                                             | Co-Co                                                                    | Co-Co                                                                    |
| 柴油机                 | 12V240ZJE                                                         | 12V240ZJ6（5008～5142）／ 12V240ZJ6D（5143～）／ 12V240ZJ6B（5314～5317） | 12V240ZJ6F                                                        | 12V240ZJ6F                                                        | 12V240ZJ6E                                                        | 12V240ZJ6D／ 12V240ZJ6F／ 12V240ZJ6L（5667）                             | 12V240ZJ6D／ 12V240ZJ6F／ 12V240ZJ6L（5667）                             |
| UIC标定功率            | 2,200马力（1,620千瓦）／ 2,700马力（2,000千瓦）（5314～5317）     | 2,200马力（1,620千瓦）／ 2,700马力（2,000千瓦）（5314～5317）             | 2,700马力（2,000千瓦）                                            | 2,700马力（2,000千瓦）                                            | 3,200马力（2,400千瓦）                                            | 2,200马力（1,620千瓦）／ 2,700马力（2,000千瓦）／ 3,200马力（2,400千瓦） | 2,200马力（1,620千瓦）／ 2,700马力（2,000千瓦）／ 3,200马力（2,400千瓦） |
| 装车功率               | 2,000马力（1,470千瓦）／ 2,500马力（1,840千瓦）（5314～5317）     | 2,000马力（1,470千瓦）／ 2,500马力（1,840千瓦）（5314～5317）             | 2,500马力（1,840千瓦）                                            | 2,500马力（1,840千瓦）                                            | 3,000马力（2,200千瓦）                                            | 2,000马力（1,470千瓦）／ 2,500马力（1,840千瓦）／ 3,000马力（2,200千瓦） | 2,000马力（1,470千瓦）／ 2,500马力（1,840千瓦）／ 3,000马力（2,200千瓦） |
| 标称功率               | 1,600马力（1,180千瓦）／ 2,000马力（1,500千瓦）（5314～5317）     | 1,600马力（1,180千瓦）／ 2,000马力（1,500千瓦）（5314～5317）             | 2,000马力（1,500千瓦）                                            | 2,000马力（1,500千瓦）                                            | 2,440马力（1,800千瓦）                                            | 1,600马力（1,180千瓦）／ 2,000马力（1,500千瓦）／ 2,440马力（1,800千瓦） | 1,600马力（1,180千瓦）／ 2,000马力（1,500千瓦）／ 2,440马力（1,800千瓦） |
| 构造速度（公里/小时）  | 100                                                               | 100                                                                       | 100                                                               | 100                                                               | 100                                                               | 100                                                                      | 100                                                                      |
| 持续速度（公里/小时）  | 12.6                                                              | 12.6                                                                      | 16                                                                | 16                                                                | 20                                                                | 12.6／16／20                                                             | 12.6／16／20                                                             |
| 起动牵引力（千牛）     | 428                                                               | 428                                                                       | 428                                                               | 428                                                               | ？                                                                | 428                                                                      | 428                                                                      |
| 持续牵引力（千牛）     | 308                                                               | 308                                                                       | 308                                                               | 308                                                               | ？                                                                | 308                                                                      | 308                                                                      |
| 牵引齿轮传动比         | 63：14                                                            | 63：14                                                                    | 63：14                                                            | 63：14                                                            | 63：14                                                            | 63：14                                                                   | 63：14                                                                   |
| 传动方式               | 交—直流电传动                                                     | 交—直流电传动                                                             | 交—直流电传动                                                     | 交—直流电传动                                                     | 交—直流电传动                                                     | 交—直流电传动                                                            | 交—直流电传动                                                            |
| 主发电机               | TQFR-3000                                                         | TQFR-3000                                                                 | TQFR-3000                                                         | TQFR-3000                                                         | TQFR-3000                                                         | TQFR-3000                                                                | TQFR-3000                                                                |
| 硅整流柜               | GTF-4800/770                                                      | GTF-4800/770                                                              | GTF-4800/770                                                      | GTF-4800/770                                                      | GTF-4800/770                                                      | GTF-4800/770                                                             | DF-J81A                                                                  |
| 牵引电动机             | ZQDR-410A                                                         | ZQDR-410A                                                                 | ZQDR-410A                                                         | ZQDR-410A                                                         | ZQDR-410A                                                         | ZQDR-410A                                                                | ZQDR-410A                                                                |
| 驱动方式               | 轴悬式驱动方式                                                    | 轴悬式驱动方式                                                            | 轴悬式驱动方式                                                    | 轴悬式驱动方式                                                    | 轴悬式驱动方式                                                    | 轴悬式驱动方式                                                           | 轴悬式驱动方式                                                           |
| 控制系统               | EQDH型电子恒功率调节器+功调电阻励磁调节装置                       | EQDH型电子恒功率调节器+功调电阻励磁调节装置                               | EQDH型电子恒功率调节器+功调电阻励磁调节装置                       | EQDH型电子恒功率调节器+功调电阻励磁调节装置                       | EQDH型电子恒功率调节器+功调电阻励磁调节装置                       | EQDH型电子恒功率调节器+功调电阻励磁调节装置                              | EQT2000型微机控制系统                                                    |
| 整备重量（吨）         | 135±3%                                                            | 135±3%                                                                    | 138±3%                                                            | 138±3%                                                            | 138±3%                                                            | 138±3%                                                                   | 138±3%                                                                   |
| 轴重（吨）             | 22.5±3%                                                           | 22.5±3%                                                                   | 23±3%                                                             | 23±3%                                                             | 23±3%                                                             | 23±3%                                                                    | 23±3%                                                                    |
| 通过最小曲线半径（米） | 100                                                               | 100                                                                       | 100                                                               | 100                                                               | 100                                                               | 100                                                                      | 100                                                                      |
| 转向架轴距（毫米）     | 2 × 1,800                                                         | 2 × 1,800                                                                 | 2 × 1,800                                                         | 2 × 1,800                                                         | 2 × 1,800                                                         | 2 × 1,800                                                                | 2 × 1,800                                                                |
| 基础制动方式           | 单侧单闸瓦杠杆制动                                                | 单侧单闸瓦杠杆制动                                                        | 单侧单闸瓦杠杆制动                                                | 单侧单闸瓦杠杆制动                                                | 单侧单闸瓦杠杆制动                                                | 单侧单闸瓦杠杆制动                                                       | 单侧单闸瓦杠杆制动                                                       |
| 电阻制动装置           | 无                                                                | 无                                                                        | 无                                                                | 有                                                                | 无                                                                | 无                                                                       | 选配                                                                     |
| 轨距（毫米）           | 1,435                                                             | 1,435                                                                     | 1,435                                                             | 1,435                                                             | 1,520                                                             | 1,435                                                                    | 1,435                                                                    |
| 车钩中心线间距（毫米） | 18,800                                                            | 18,800                                                                    | 18,800                                                            | 18,800                                                            | 18,800                                                            | 18,800                                                                   | 19,980                                                                   |
| 车架长度（毫米）       | 17,800                                                            | 17,800                                                                    | 17,800                                                            | 17,800                                                            | 17,800                                                            | 17,800                                                                   | 18,980                                                                   |
| 车体宽度（毫米）       | 3,344                                                             | 3,344                                                                     | 3,344                                                             | 3,344                                                             | 3,344                                                             | 3,344                                                                    | 3,310                                                                    |
| 车体高度（毫米）       | 4,750                                                             | 4,750                                                                     | 4,750                                                             | 4,750                                                             | 4,750                                                             | 4,750                                                                    | 4,765                                                                    |
| 新轮轮径（毫米）       | 1,050                                                             | 1,050                                                                     | 1,050                                                             | 1,050                                                             | 1,050                                                             | 1,050                                                                    | 1,050                                                                    |
| 燃油储备量（升）       | 5,400                                                             | 5,400                                                                     | 5,400                                                             | 5,400                                                             | 5,400                                                             | 5,400                                                                    | 6,000                                                                    |
| 机油储备量（公斤）     | 750                                                               | 750                                                                       | 750                                                               | 750                                                               | 750                                                               | 750                                                                      | 750                                                                      |
| 水装载量（公斤）       | 1,100                                                             | 1,100                                                                     | 1,100                                                             | 1,100                                                             | 1,100                                                             | 1,100                                                                    | 1,100                                                                    |
| 砂装载量（公斤）       | 600                                                               | 600                                                                       | 600                                                               | 600                                                               | 600                                                               | 600                                                                      | 600                                                                      |
| 司机室                 | 非标准化司机室                                                    | 非标准化司机室                                                            | 非标准化司机室                                                    | 非标准化司机室                                                    | 非标准化司机室                                                    | 铁道部标准化司机室                                                       | 铁道部标准化司机室                                                       |
| 车钩型式               | 13号上开式                                                        | 13号上开式                                                                | 13号上开式                                                        | 13号上开式                                                        | 13号上开式                                                        | SA-3型                                                                   | 13号上开式                                                               |

## 机车命名
| 机车编号  | 机车命名   | 所属铁路局或运用单位      | 所属机务段   | 状态（截至2021年5月） |
| --------- | ---------- | ------------------------- | ------------ | --------------------- |
| DF7C-5185 | 共产党员号 | 沈阳铁路局→沈阳局集团公司 | 锦州机务段   | 运用中                |
| DF7C-5254 | 共青团号   | 武汉铁路局→武汉局集团公司 | 武昌南机务段 | 运用中                |
| DF7C-5338 | 青年文明号 | 北京铁路局→北京局集团公司 | 石家庄机务段 | 运用中                |
| DF7C-5526 | 工人先锋号 | 北京铁路局→北京局集团公司 | 北京机务段   | 已摘牌、运用中        |
| DF7C-5536 | 工人先锋号 | 南昌铁路局→南昌局集团公司 | 南昌机务段   | 运用中                |
| DF7C-5632 | 青年文明号 | 上海铁路局→上海局集团公司 | 南京东机务段 | 运用中                |

## 重大事故
- 2000年5月26日下午6时30分，北京铁路局石家庄机务段的东风7C型5087号机车，担当调3次区域调车作业。当机车在石德铁路马于站调车时，司机、副司机未确认信号便盲目起动，导致机车挤坏6号道岔，机车后转向架脱轨，构成调车一般事故[15]。
- 2004年7月27日清晨5时53分，哈尔滨铁路局满洲里机务段的东风7C型5444号机车，牵引由东方红站出矿的42辆货车经由滨洲铁路运行，在进入扎赉诺尔站5道后，司机、副司机因长时间工作、体力不支而打盹睡觉，冒进出站兼调车信号机，在道岔警冲标处与正在进6道停车的19011次货物列车尾部发生侧面冲突，造成19011次列车尾部第36至40位车辆脱轨，东风7C型5444号机车I端转向架脱轨，中断正线行车1小时29分，构成列车冲突大事故[16]。
- 2006年3月26日上午6时40分，郑州铁路局郑州机务段的东风7C型5590号机车，牵引45001次小运转列车从京广铁路长葛站4道开出的。当时长葛站正在由中铁电气化局集团第三工程公司进行计算机联锁设备倒接换装，但由于中铁电化局三公司在设计施工配线图时，并未标明设备换装后道岔编号的变化和对应关系，施工人员在配线时将6/8号与10/12号道岔控制条件接反，车站使用10/12号道岔心轨时脱轨。反位排列进路时，道岔尖轨和心轨位置不一致，导致45001次列车在经过12号道岔心轨时脱轨[17]。
- 2007年11月1日，沈阳铁路局苏家屯机务段的东风7C型5223号机车，担当长春站临时调车作业，车站使用平面调车灯显设备指挥。调车员用平面灯显设备显示“起动”信号，要求司机向后试拉，司机未确认灯显信号显示，错误认为调车员要求向前推进，走行21米后在3号道岔处与五调牵出的车列尾部两辆发生侧面冲突，造成该两辆车辆脱轨。
- 2008年12月6日下午1时57分，上海铁路局徐州机务段的东风7C型5046号机车，由徐州北站出库后准备前往辅助场进行调车作业时，由于司机不确认信号并连续越过两架关闭的调车信号机，在京沪铁路上行正线一道岔处与正在通过的1470次列车 (徐州站至哈尔滨站)发生侧面冲突，造成机车小破2台、车辆小破11辆，耽误1470次列车2小时26分钟，构成铁路交通一般B类事故[來源請求]。
- 2010年1月21日晚上6时许，南昌铁路局向塘机务段的东风7C型5072号机车在向塘西站二场进行调车作业时，进入尽头线后因司机操作失误，导致机车冲出土挡并掉进附近的王家桥河[18]。
- 2011年3月11日下午，武汉铁路局武昌南机务段的东风7C型5404号机车担当武昌站三调任务，第一批作业计划变更为由武昌站5道往北过21号道岔，然后进入10道连挂并推送0Z32次列车车底进武昌客车车辆段整备场。下午1时49分25秒，机车由21号道岔开车自北向南运行；下午1时50分23秒，机车以25公里/小时的速度进入10道，直到距离待挂0Z32次列车仅26米时，司机才发现10道停留的车列，立即采取非常制动；下午1时50分47秒，机车以19公里/小时的速度与0Z32次列车车底相撞，造成车列北端第一位硬卧车（YW25T 677139）后转向架脱轨，车辆经救援后于下午5时54分完成起复，构成调车冲突一般D1类事故。
- 2015年3月22日，成都铁路局贵阳机务段的东风7C型5127号机车，在沪昆铁路（龙南线）贵阳南站执行第17单调车作业时，提钩调车员未认真确认预推信号，指挥机车进行推峰作业，机车乘务员违反规定擅自投入自控模式，致使调车车列越过关闭的TFIV7信号机，挤坏道岔并破坏48212次列车进路，构成一般C8类事故。

## 车辆保存

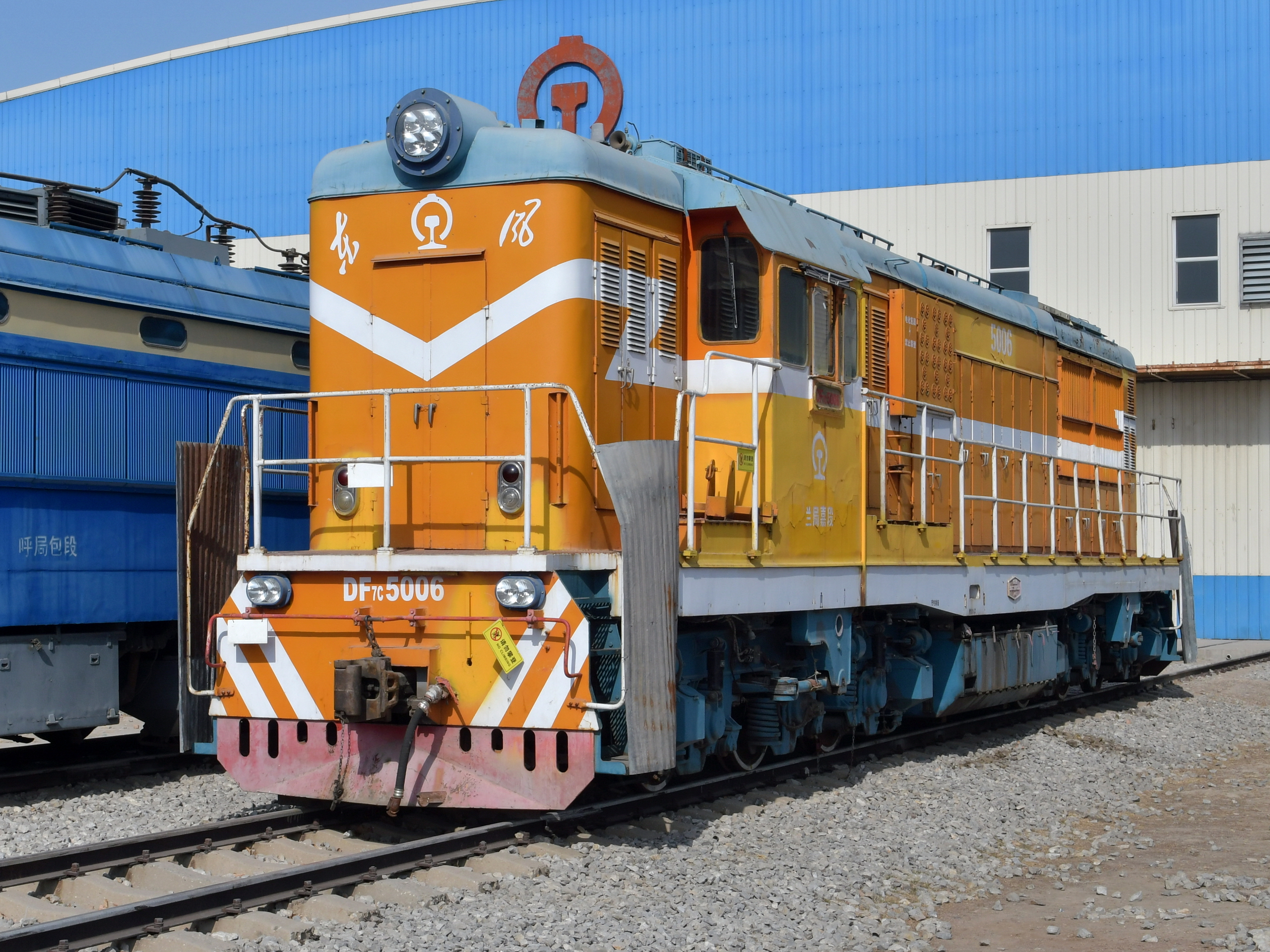
保存于中国铁路博物馆东郊馆的东风7C型5006号机车

- 东风7C型5006号机车，由北京二七机车厂于1992年11月制造，曾先后配属上海铁路局南翔机务段、兰州铁路局嘉峪关机务段，于2016年退役后由兰州铁路局捐赠给中国铁道博物馆东郊展馆作静态展示[19]。

## 参看
- 240/275系列柴油机
- 东风4B型柴油机车
- 东风7型柴油机车
- 东风7B型柴油机车
- 东风7E型柴油机车
- 东风7F型柴油机车
- 东风7J型柴油机车

## 外部連結
- （简体中文）北京二七轨道交通装备有限责任公司：DF7C型内燃机车